# Courtagnon
Courtagnon é uma comuna francesa na região administrativa do Grande Leste, no departamento de Marne. Estende-se por uma área de 3.95 km², e possui 66 habitantes, segundo o censo de 2018, com uma densidade de 17 hab/km².